# Liselotte Landbeck
Liselotte Landbeck (* 13. Januar 1916 in Wien; † 15. Februar 2013 in Quintal, Département Haute-Savoie, Frankreich) war eine österreichische Eiskunstläuferin und Eisschnellläuferin, die für Österreich und Belgien startete.
Im Eisschnelllauf gewann Landbeck 1933 in Oslo die erste inoffizielle Weltmeisterschaft für Damen und stellte auch mehrere Weltrekorde über 500 Meter wie auch 1000 Meter auf.
Im Eiskunstlauf wurde Landbeck in den Jahren 1934 und 1935 österreichische Meisterin in der Damenkonkurrenz. Sie nahm in dieser Sportart von 1932 bis 1936 an allen Europameisterschaften teil. 1934 in Prag und 1935 in St. Moritz wurde sie Vizeeuropameisterin hinter der Norwegerin Sonja Henie. Landbeck nahm an den Weltmeisterschaften 1933 in Zürich und 1934 in Oslo teil und gewann die Bronzemedaille bei den Weltmeisterschaften 1934 in Oslo hinter Sonja Henie und Megan Taylor aus England.
Im Jahr 1935 heiratete sie den belgischen Eiskunstläufer Robert Verdun in Wien und zog mit ihm in dessen Heimatland. Bei ihren einzigen Olympischen Spielen repräsentierte sie 1936 in Garmisch-Partenkirchen dann Belgien und beendete sie auf dem vierten Platz.
Am 21. Februar 2011 behauptete Leo van Audenhaege bei der Veröffentlichung seines Buches Van Küssnacht naar Argenteuil, dass Landbeck von 1939 bis 1940 eine Affäre mit dem belgischen König Leopold III. gehabt habe. Daraus entstammte laut Audenhaege eine Tochter namens Ingeborg. Das Königshaus äußerte sich dazu nicht.

## Ergebnisse im Eiskunstlauf
| Wettbewerb/Jahr                 | 1932 | 1933 | 1934 | 1935 | 1936 |
| ------------------------------- | ---- | ---- | ---- | ---- | ---- |
| Olympische Winterspiele         |      |      |      |      | 4.   |
| Weltmeisterschaften             |      | 6.   | 3.   |      |      |
| Europameisterschaften           | 5.   | 6.   | 2.   | 2.   | 4.   |
| Österreichische Meisterschaften | 5.   | 2.   | 1.   | 1.   |      |

## Persönliche Rekorde im Eisschnelllauf
- 500 m – 51,3 s (13. Januar 1934, Davos)
- 1000 m – 1:48,5 min (22. Januar 1933, Davos)